# Château de Sommeregg
Le château de Sommeregg est un château-fort situé sur le territoire communal de Seeboden, dans le land de Carinthie, en Autriche. 

## Histoire

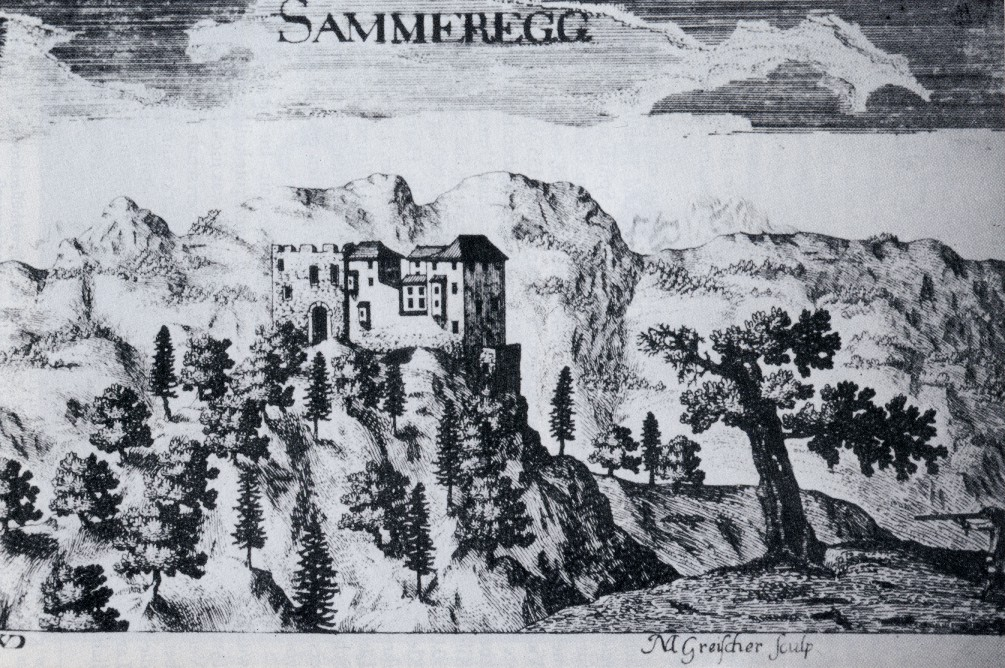
Château de Sommeregg, Janez Vajkard Valvasor (vers 1680).

Un certain burgrave Witemarus von Sommeregg est mentionné pour la première fois dans un document de l'abbaye de Neustift en 1187. Le château dépend alors de la puissante famille des comtes d’Ortenburg (de), seigneurs dans le duché de Carinthie. À l’extinction de ceux-ci en 1418, le domaine passe d’abord au comte Herman II de Celje puis devient en 1442 une résidence de la noble famille de Graben (de).
En 1487, le château est dévasté par les forces hongroises du roi Matthias Corvin, alors en guerre contre l'empereur Frédéric III. Reconstruit après le conflit, le château est passé depuis de mains en mains sans avoir cessé d’être habité. Aujourd'hui, il abrite un restaurant, ainsi qu’un musée de la torture à l'époque de l'Inquisition.